# Липпард, Стивен
Стивен Липпард (англ. Stephen J. Lippard; род. 12 октября 1940, Питтсбург, Пенсильвания) — американский учёный-химик. Труды в основном посвящены бионеорганической химии. Лауреат высокопрестижных отличий.
Член Национальных Академии наук (1989) и Медицинской академии (1993) США, Американского философского общества (2016), Леопольдины (2004) и Ирландской королевской академии. Доктор философии (1965), эмерит-профессор Массачусетского технологического института, перед тем профессор Колумбийского университета.
В 1962 году получил степень бакалавра химии в Haverford College. В 1965 году получил степень доктора философии по неорганической химии в Массачусетском технологическом институте. В 1966−1982 годах работал в Колумбийском университете (с 1972 - профессор), с 1983 года работает в Массачусетском технологическом институте, ныне его эмерит-профессор. Научные исследования связаны с усилением эффекта от лекарств на основе цисплатина.
38-й наиболее цитируемый химик за период с 1981 по 1997 год, 49-й наиболее цитируемый химик за период с 1992 по 2002 год. В 2011 году 25-й наиболее цитируемый из ныне живущих химиков (индекс Хирша = 106).
Член Американской академии искусств и наук (1986). Фелло Американской ассоциации содействия развитию науки (1980). Избран в Итальянское химическое общество.
Подготовил более ста Ph.D.-студентов и ещё большее количество постдоков.
Автор 900 работ и, в частности, популярного учебника "Principles of Bioinorganic Chemistry".

## Награды и отличия
- Стипендия Слоуна (1968−1970)
- Стипендия Гуггенхайма (1972)
- Edgar Fahs Smith Lecture, Пенсильванский университет (1995)
- Национальная научная медаль США (2004)
- Премия Лайнуса Полинга (2009)
- Премия столетия (2010)
- Медаль Пристли (2014)
- Медаль Бенджамина Франклина (2015)
- Медаль Ф. А. Коттона[нем.] (2016)
- Welch Award in Chemistry[англ.] (2016)
- Золотая медаль Американского института химиков[англ.] (2017), его высшая награда
- James R. Killian Jr. Faculty Achievement Award, MIT
- Luigi Sacconi Medal, Итальянское химическое общество
- Christopher J. Fredrickson Prize
- ACS Ronald Breslow Award

Удостоился ряда почётных степеней.